# Клаут
Клаут (італ. Claut, вен. Claut) — муніципалітет в Італії, у регіоні Фріулі-Венеція-Джулія,  провінція Порденоне.
Клаут розташований на відстані близько 490 км на північ від Рима, 125 км на північний захід від Трієста, 38 км на північ від Порденоне.
Населення — 965 осіб (2014).
Покровитель — святий Юрій.

## Демографія
Населення за роками:

Станом на 1 січня 2023 року в муніципалітеті офіційно проживало 27 іноземців з 7 країн, серед них 14 громадян країн Євросоюзу та 8 громадян України.

## Сусідні муніципалітети
- Барчис
- К'єс-д'Альпаго
- Чимолаїс
- Ерто-е-Кассо
- Форні-ді-Сопра
- Форні-ді-Сотто
- Фризанко
- Альпаго
- Трамонті-ді-Сопра